# Soarele de la miezul nopții

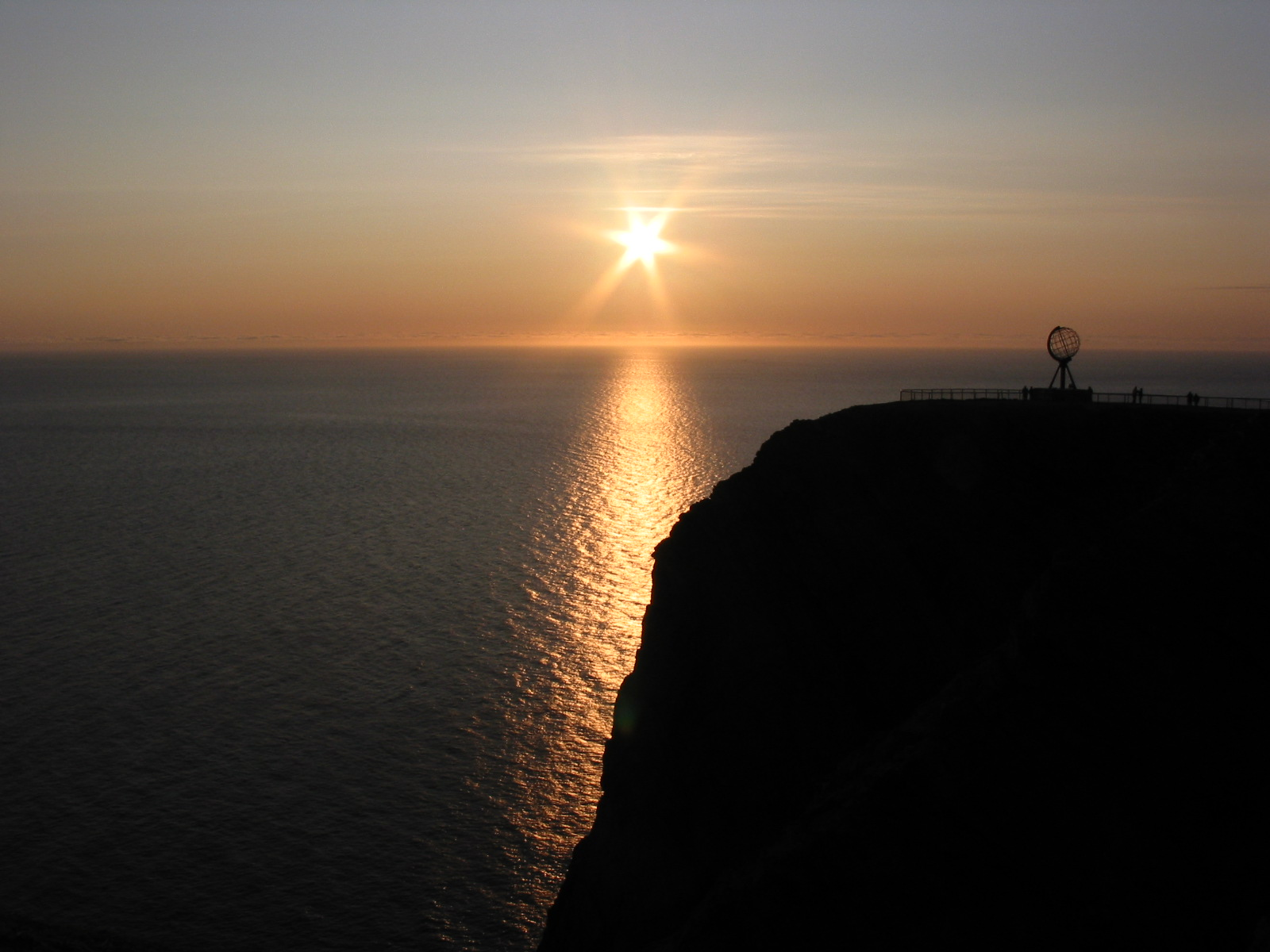
Soarele de la miezul nopții la North Cape de pe insula Magerøya din Norvegia

Soarele de la miezul nopții este un fenomen natural care apare în lunile de vară în locuri la nord de Cercul Arctic sau la sud de Cercul Antarctic, când Soarele rămâne vizibil la miezul nopții locale. Când soarele de la miezul nopții este văzut în Arctica, Soarele pare să se miște de la stânga la dreapta, dar în Antarctica mișcarea aparentă echivalentă este de la dreapta la stânga. Acest lucru are loc la latitudini de la 65°44' până la 90° nord sau sud și nu se oprește exact la Cercul Arctic sau Cercul Antarctic, din cauza refracției.
Fenomenul opus, noaptea polară, are loc iarna, când Soarele rămâne sub orizont pe tot parcursul zilei.

## Detalii

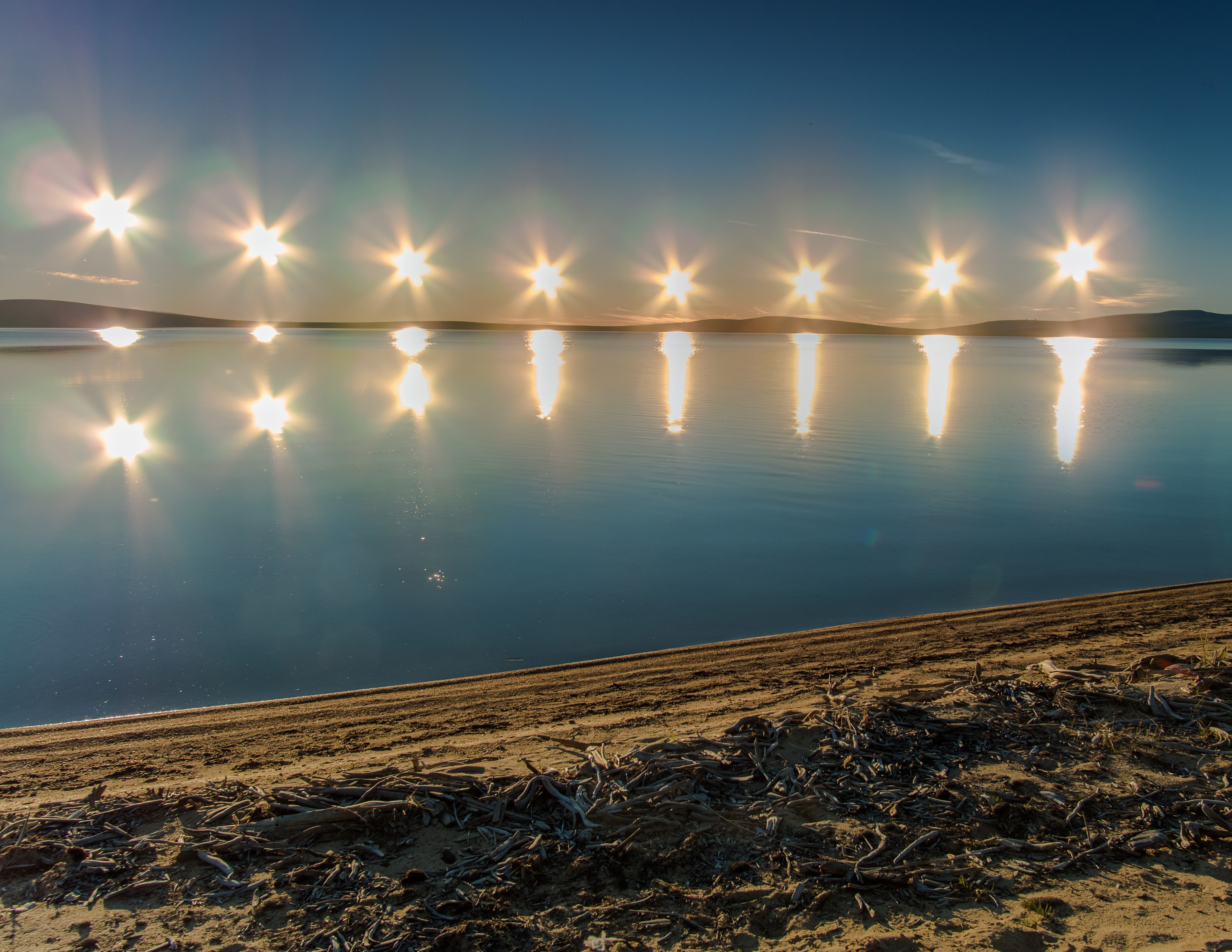
Expunerea multiplă a soarelui de la miezul nopții pe Lacul Ozhogino din Yakutia, Rusia

În jurul solstițiului de vară (aproximativ 21 iunie în emisfera nordică și 23 decembrie în emisfera sudică), în anumite zone Soarele nu apune sub orizont într-o perioadă de 24 de ore.

## Geografie
Deoarece nu există așezări umane permanente la sud de Cercul Antarctic, în afară de stațiile de cercetare, țările și teritoriile ale căror populații experimentează soarele de la miezul nopții sunt limitate la cele traversate de cercul polar: Yukon, Canada, Nunavut și Teritoriile de Nord-Vest; națiunile din: Islanda, Finlanda, Norvegia, Suedia, Danemarca (Groenlanda), Rusia; și statul Alaska din Statele Unite.
Cel mai mare oraș din lume la nord de Cercul polar, Murmansk (Rusia), experimentează soarele de la miezul nopții în perioada 22 mai - 23 iulie (63 de zile). Un sfert din teritoriul Finlandei se află la nord de Cercul polar, iar în cel mai nordic punct al țării, Soarele nu apune deloc timp de 60 de zile în timpul verii.
În Svalbard, Norvegia, cea mai nordică regiune locuită a Europei, nu există apus de soare între aproximativ 19 aprilie și 23 august. Locurile extreme sunt polii, unde Soarele poate fi vizibil continuu jumatate din an. Polul Nord are soare de la miezul nopții timp de 6 luni de la sfârșitul lunii martie până la sfârșitul lunii septembrie.

### Apropierea cercului polar
Din cauza refracției atmosferice și, de asemenea, pentru că Soarele este un disc mai degrabă decât un punct, soarele de la miezul nopții poate fi experimentat la latitudini ușor la sud de Cercul Arctic sau la nord de Cercul Antarctic , deși nu depășește un grad (în funcție de condițiile locale). De exemplu, Islanda este cunoscută pentru soarele său de la miezul nopții, chiar dacă cea mai mare parte a acesteia (Grímsey este excepția) se află ușor la sud de Cercul polar. Din aceleași motive, perioada de lumină solară la poli este puțin mai lungă de șase luni. Chiar și extremitățile nordice ale Regatului Unit (și locurile la latitudini similare, cum ar fi Sankt Petersburg) experimentează amurgul pe tot parcursul nopții pe cerul nordic în jurul solstițiului de vară.
Locurile suficient de aproape de poli, cum ar fi Alert, Nunavut, experimentează momente în care noaptea nu se întunecă complet, dar nici Soarele nu răsare, combinând efectele soarelui de la miezul nopții și ale nopții polare, de exemplu unde în timpul „ziua” ajunge la amurgul civil iar „noaptea” ajunge doar la amurgul astronomic.

### Nopti albe
Locații în care Soarele rămâne la mai puțin de 6 (sau 7) grade sub orizont – între 60° 34' (sau 59° 34 ') latitudinea și cercul polar – experimentează miezul nopții amurgul civil în loc de soarele de la miezul nopții, astfel încât activitățile de zi, cum ar fi cititul, sunt încă posibile fără lumină artificială într-o noapte senină.
Nopțile Albe au devenit un simbol comun al Sankt Petersburg , Rusia, unde au loc între 11 iunie și 2 iulie, și ultimele 10 zile din iunie sunt sărbătorite cu evenimente culturale cunoscute sub numele de Festivalul Nopților Albe.
Cel mai nordic vârf al Antarcticii se confruntă, de asemenea, cu nopți albe în apropierea solstițiul de vară din emisfera sudică.

## Explicație
Deoarece înclinarea axială a Pământului este considerabilă (23 grade, 26 minute, 21,41196 secunde), Soarele nu apune la latitudini mari în vara locală. Soarele rămâne vizibil continuu o zi în timpul solstițiului de vară la cercul polar, timp de câteva săptămâni doar 100 km (62 mi) mai aproape de pol și timp de șase luni la pol. La latitudini extreme, soarele de la miezul nopții este de obicei denumit zi polară.
La poli, Soarele răsare și apune doar o dată pe an pe echinocțiu. În cele șase luni în care Soarele se află deasupra orizontului, își petrece zilele mișcându-se continuu în cercuri în jurul observatorului, treptat în spirală mai sus și atingând cel mai înalt circuit al cerului la solstițiul de vară.

## Fusurile orare și ora de vară

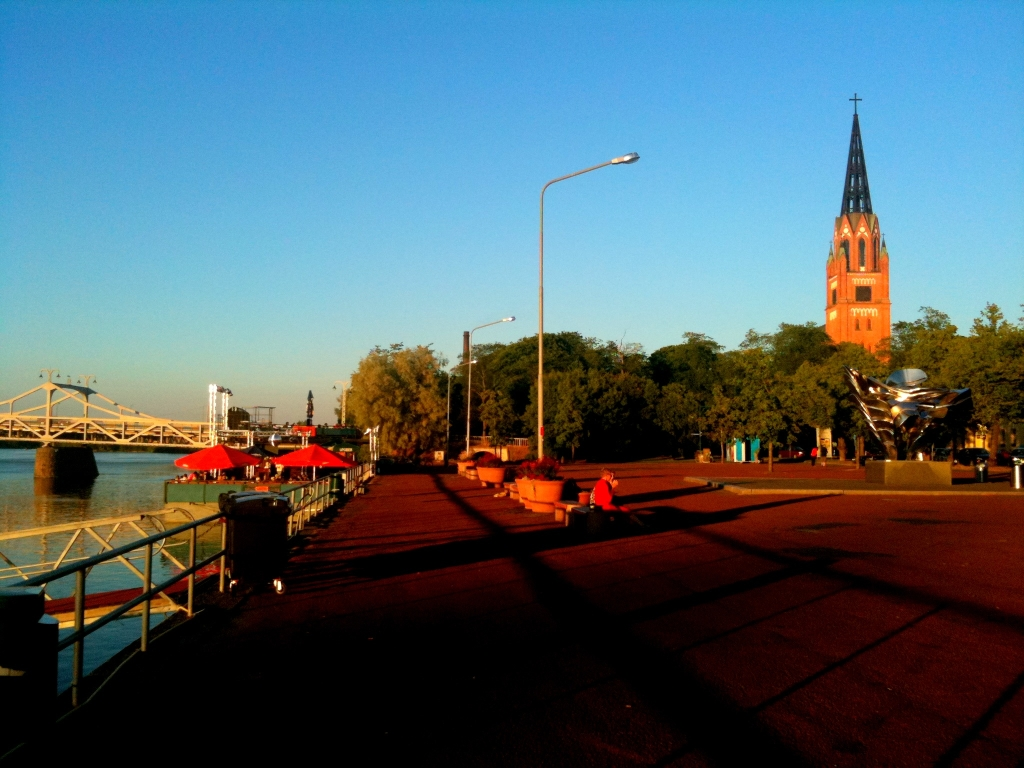
Noapte de vară în orașul Pori pe 2 iulie 2010

Termenul „soare de la miezul nopții” se referă la perioadele consecutive de 24 de ore de lumină solară experimentate în nordul Cercului Arctic și la sud de Cercul Antarctic. Alte fenomene sunt uneori denumite „soare de la miezul nopții”, dar sunt cauzate de fusul orar și de respectarea ora de vară. De exemplu, în Fairbanks, Alaska, care se află la sud de Cercul Arctic, Soarele apune la 12:47 a.m. la solstițiul de vară. Acest lucru se datorează faptului că Fairbanks este cu 51 de minute înaintea fusului său orar ideal (deoarece cea mai mare parte a statului se află într-un singur fus orar), iar Alaska respectă ora de vară. (Fairbanks este la aproximativ 147,72 grade vest, corespunzând UTC−9 ore 51 minute, și este pe UTC−9 iarna.) Aceasta înseamnă că culminarea solară are loc la aproximativ 12:51 p.m. în loc de la ora 12.
Dacă este necesar un moment precis pentru „soarele de la miezul nopții” autentic, trebuie luate în considerare longitudinea, timpul civil local și ecuația timpului a observatorului. Momentul celei mai apropiate apropieri a Soarelui de orizont coincide cu trecerea sa spre nord la poziția observatorului, care are loc în general doar aproximativ la miezul nopții. Fiecare grad de longitudine la est de meridianul Greenwich face momentul vital cu exact 4 minute mai devreme decât miezul nopții, așa cum se arată pe ceas, în timp ce fiecare oră în care ora civilă locală este înaintea ora universală coordonată (UTC, cunoscut și sub numele de GMT) face momentul o oră mai târziu. Aceste două efecte trebuie adăugate. Mai mult, trebuie adăugată ecuația timpului (care depinde de dată): o valoare pozitivă la o dată dată înseamnă că Soarele se află cu puțin înaintea poziției sale medii, deci valoarea trebuie scăzută.
De exemplu, în Capul Nord din Norvegia la miezul nopții pe 21/22 iunie, longitudinea de 25,9 grade est face momentul cu 103,2 minute mai devreme în funcție de ora ceasului; dar ora locală, cu 2 ore înainte de GMT vara, o face cu 120 de minute mai târziu la ora ceasului. Ecuația timpului la acea dată este -2,0 minute. Prin urmare, cea mai joasă cotă a Soarelui are loc la 120 - 103,2 + 2,0 minute după miezul nopții: la 00.19 ora de vară a Europei Centrale. La alte date apropiate, singurul lucru diferit este ecuația timpului, așa că aceasta rămâne o estimare rezonabilă pentru o perioadă considerabilă. Altitudinea Soarelui rămâne la o jumătate de grad din minimul de aproximativ 5 grade timp de aproximativ 45 de minute de fiecare parte a acestui timp.
Când se rotește pe propria axă, uneori se apropie de Soare. În această perioadă de rotație a Pământului din mai până în iulie, Pământul se înclină la un unghi de 23,5 grade deasupra propriei axe pe orbită. Acest lucru face ca partea din Norvegia situată în regiunea arctică la Polul Nord al Pământului să se deplaseze foarte aproape de Soare și în acest timp lungimea zilei crește. Se poate spune că aproape niciodată nu cedează. Se lasă noaptea în Hammerfest din Norvegia în această perioadă specială a anului.

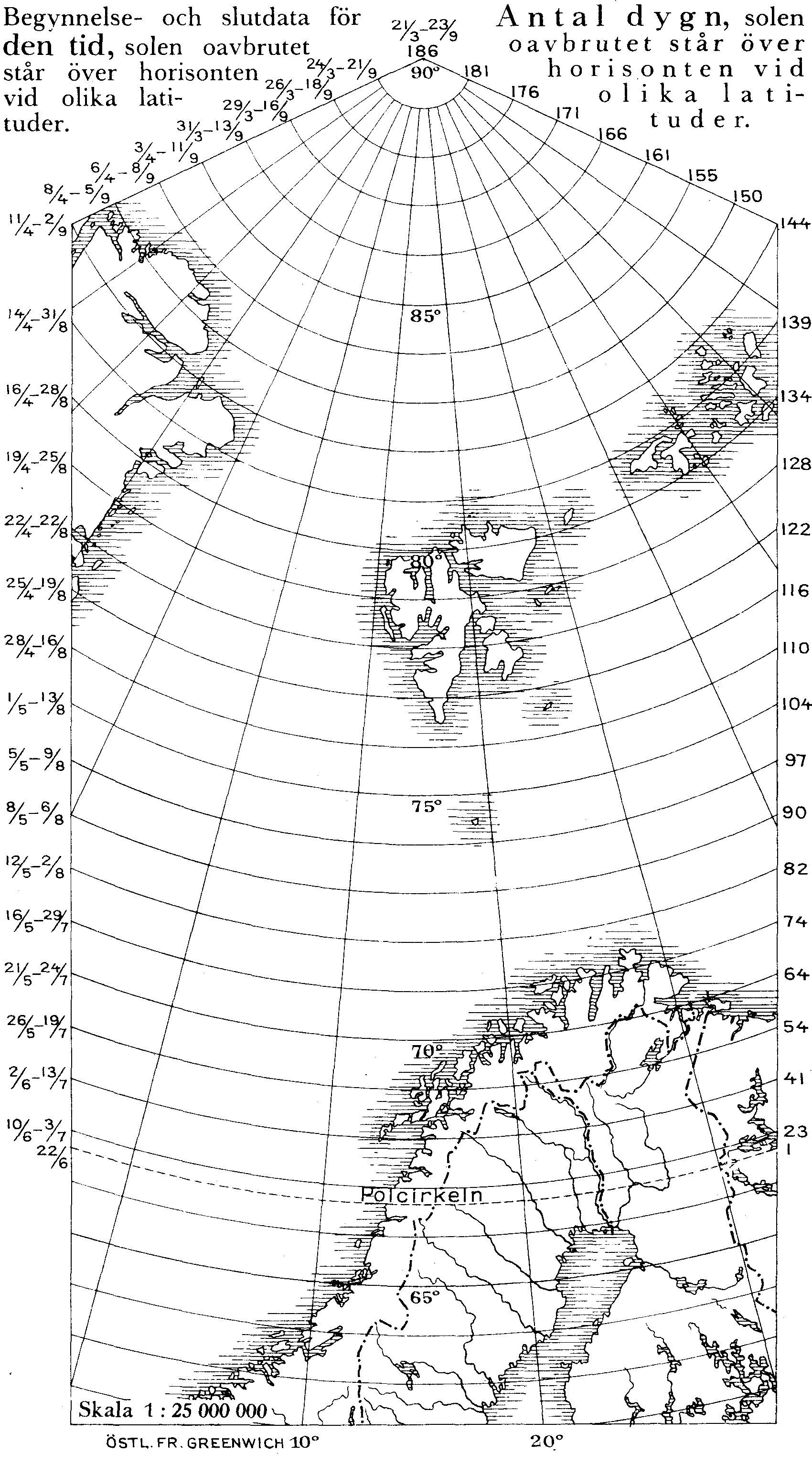
Hartă care arată datele soarelui de la miezul nopții la diferite latitudini (stânga) și numărul total de nopți.

## Durata
Numărul de zile pe an cu potențial soare de la miezul nopții crește cu cât se apropie de oricare dintre poli. Deși este aproximativ definit de cercul polar, în practică, soarele de la miezul nopții poate fi văzut până la 90 km (55 mile) în afara cercului polar, așa cum este descris mai jos, și latitudinile exacte ale celor mai îndepărtate zone ale miezului nopții soarele depind de topografie și variază ușor de la an la an.
Chiar dacă la Cercul Arctic centrul Soarelui este, conform definiției și fără refracție de către atmosferă, vizibil doar în timpul unei nopți de vară, o parte a soarelui de la miezul nopții este vizibilă la Cercul Arctic din aproximativ 12 iunie până la 1 iulie. Această perioadă se extinde pe măsură ce călătorim spre nord: La Capul Nord, Norvegia, cel mai nordic punct al Europa continentală, soarele de la miezul nopții durează aproximativ între 14 mai și 29 iulie. Pe arhipelagul Svalbard, mai la nord, durează între 20 aprilie și 22 august.

### Polul sudic și cel nordic
De asemenea, perioadele de zi polară și de noapte polară sunt inegale în ambele regiuni polare deoarece Pământul se află la periheliu la începutul lunii ianuarie și la afeliu la începutul lunii iulie. Ca urmare, ziua polară este mai lungă decât noaptea polară în emisfera nordică (la Utqiagvik, Alaska, de exemplu, ziua polară durează 84 de zile, în timp ce noaptea polară durează doar 68 de zile), în timp ce în emisfera sudică , situația este inversă — noaptea polară este mai lungă decât ziua polară.
Observatorii la înălțimi apreciabil deasupra nivelului mării pot experimenta perioade prelungite de soare de la miezul nopții ca urmare a „scăderii” orizontului văzut de la altitudine.